# Jahodná (przełęcz)
Jahodná (556 m n.p.m.) – szeroka, zalesiona przełęcz w Rudawach Spiskich na Słowacji, wyznaczająca w przybliżeniu granicę między Górami Wołowskimi na zachodzie i niewielkim pasmem górskim Čierna hora na wschodzie.

## Położenie
Przełęcz leży w głównym grzbiecie Słowackich Rudaw. Grzbiet ten obniża się łagodnie na długim odcinku od szczytu Predné holisko (949 m n.p.m.) w Górach Wołowskich w kierunku wschodnim, po czym skręca ku północy, schodzi na opisywaną przełęcz, by następnie znowu łagodnie wznosić się na szczyt Vreteník (703 m n.p.m.) w grupie Pokryvy Čiernej hory. Ku północnemu zachodowi stok spod przełęczy opada ku dolinie potoku Belá, natomiast ku wschodowi – do tektonicznej doliny potoku Črmeľ.

## Znaczenie komunikacyjne
Przez przełęcz przechodzi droga nr 547 z Koszyc do Koszyckiej Białej. W siodle przełęczy w kierunku południowym odgałęzia się również kryta asfaltem droga, wiodąca wspomnianym grzbietem Gór Wołowskich do odległego o niespełna 2 km popularnego schroniska (Chata Jahodná) oraz położonego tuż obok ośrodka narciarskiego Jahodná. Na przełęczy kamienna Boża Męka oraz przystanek (Jahodná-kopec) autobusów miejskich linii nr 14 z Koszyc, kursujących do wspomnianego ośrodka Jahodná.

## Turystyka
Przy drodze do ośrodka Jahodná, ok. 100 m od siodła przełęczy, rozdroże szlaków turystycznych zwane Pod Starou Jahodnou (558 m n.p.m.): od znaków zielonych, wiodących z przełęczy do Chaty Jahodná (30 min.) odgałęziają się znaki żółte, schodzące do drogi w Dolinie Črmeľskiej (40 min.).

## Inne
Ta część Rudaw uznawana jest jako miejsce potencjalnego występowania rud uranowo-molibdenowych, irydu, osmu i metali ziem rzadkich. W latach 2005–2015 firma Ludovika Energy w rejonie Črmeľ – Jahodná prowadziła wiercenia geologiczne w poszukiwaniu tych kopalin. Na skutek protestów władz samorządowych oraz organizacji ekologicznych firmie nie przedłużono zezwolenia na dalsze tego typu prace.